# Ermida de Nossa Senhora da Conceição (Porto de São Mateus)

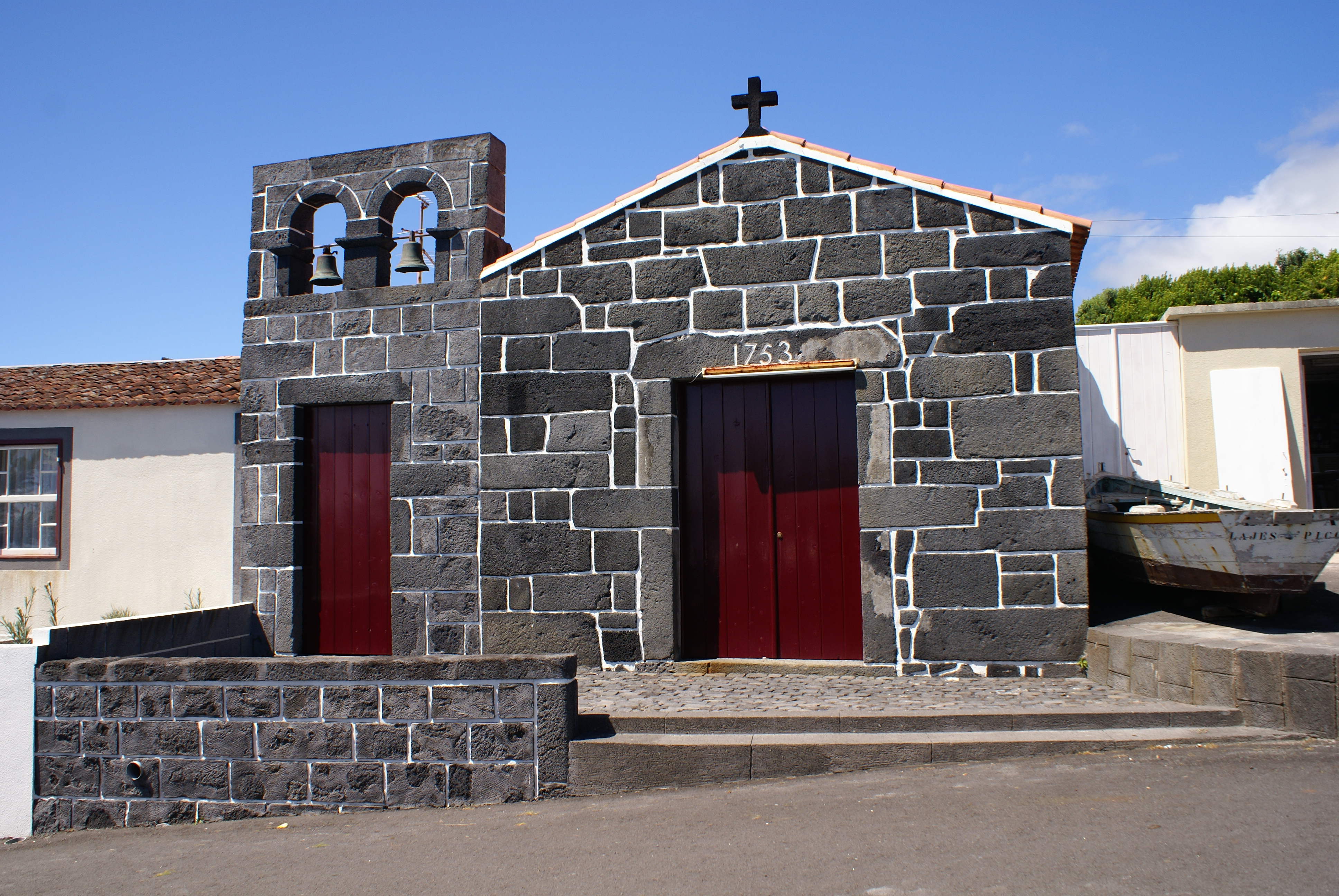
Ermida de Nossa Senhora da Conceição, fachada.

Ermida de Nossa Senhora da Conceição é uma ermida portuguesa localizada na porto da freguesia de São Mateus, concelho da Madalena, na ilha açoriana do Pico.
Esta pequenina ermida dedicada à Virgem da Conceição fica situada perto do porto de São Mateus, local privilegiado. Foi fundada no ano de 1753, data que se encontra gravada na cimalha da portada.
Foram seus instituidores os padres Alexandre da Silveira Machado e Tomás Alexandre da Silveira Machado, pai e filho. O padre Alexandre fora sargento-mor e três vezes morgado mas, enviuvando, optou pela vida eclesiástica. Celebrou a sua primeira missa juntamente com o filho, padre Tomás.
O referido sacerdote foi beneficiado na Igreja Matriz da Vila das Lages do Pico. O filho dele, o citado padre Tomás Alexandre da Silveira Machado, ao referir-se no seu testamento, feito em 29 de Maio de 1769, descreve do seguinte modo, a propriedade de São Mateus:
«Umas casas de adega, de alto e baixo, com cozinha e uma ermida paramentada, dedicada à Conceição de Maria Santíssima e uma casa com dois alambiques aparelhados e outra casa térrea com seu lagar e o fundo de toda a propriedade fechado com seu portão, confrontando do Norte com a casinha dos Religiosos do Convento de Santo António do Faial e adega da confraria do Senhor».
Em 1953 celebrou-se uma festa por ocasião do bicentenário do templo.